# Palacio de Meudon

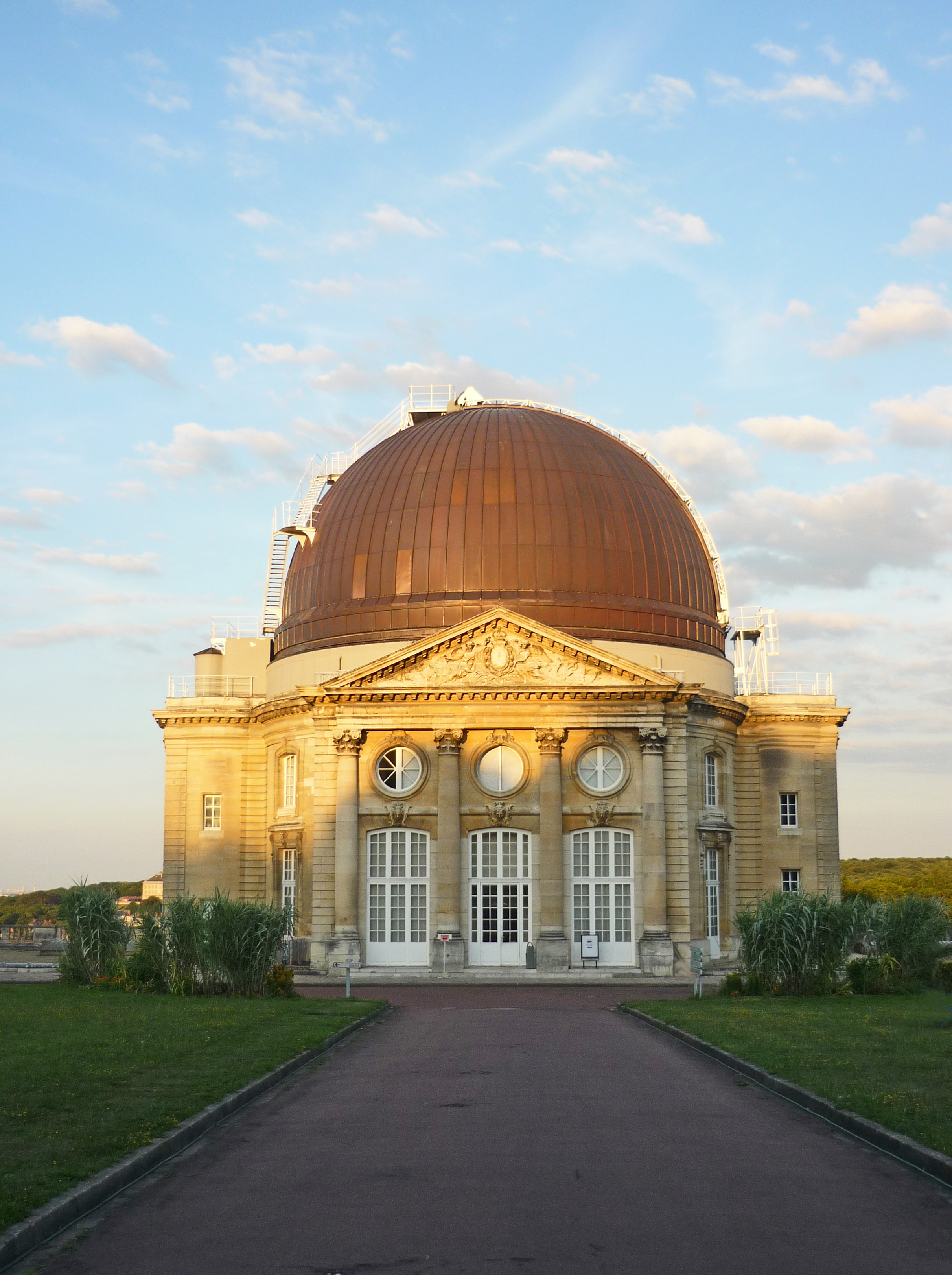
La gran cúpula del Observatorio de París en el Palacio Nuevo restaurado en Meudon.

El palacio de Meudon (en francés: château de Meudon), también conocido como palacio real de Meudon, palacio imperial de Meudon o Dominio nacional de Meudon, es un palacio francés de origen rencentista ubicado en Meudon, departamento de Hauts-de-Seine. Fue en particular la residencia de Ana de Pisseleu, duquesa de Etampes, del cardenal de Lorena, de Abel Servien, de marqués de Louvois, así como de Monseigneur, conocido como el Gran Delfín, que lo anexionó al castillo de Chaville. Incendiado en 1795 (Château-Vieux) y en 1871 (Château-Neuf), el Palacio Nuevo, cuya demolición fue prevista en un momento, se conservó en su mayor parte. Se transformó a partir de 1878 en un observatorio que sirve como receptáculo para un telescopio astronómico, antes de unirse al Observatorio de París en 1927.
El emplazamiento del palacio, en el borde de una meseta boscosa, ofrece vistas sobre el Sena y París, así como sobre el valle de Chalais. Idealmente ubicado entre la capital y Versalles, en el corazón de una abundante reserva de caza, gozando de una topografía ideal para disponer amplios jardines, se benefició de acondicionamientos suntuosos por parte de sus sucesivos propietarios, desde el Renacimiento hasta la caída del Segundo Imperio. Todo el dominio nacional de Meudon está catalogado como monumento histórico de Francia desde el 12 de abril de 1972. El hangar Y, en el parque de Chalais-Meudon, está catalogado como monumento histórico desde el 4 de junio de 2000. Fue la primera instalación de almacenamiento de aerostatos en el mundo y es una de las pocas que aún se conserva.
Una primera granja se menciona en el sitio desde el siglo XIII-XIV. Un primer castillo fue construido en 1520 por Guillaume Sanguin, que en 1527 lo cedió a su nieta, Ana de Pisseleu, entonces amante del rey Francisco I, que hizo construir "somptueux édifices". Fue rehecho por Louis Le Vau para Abel Servien y más adelante, en 1698-1704, fue de nuevo embellecido por Jules Hardouin-Mansart para el gran Delfín.